# 光泽栒子
光泽栒子（学名：Cotoneaster nitens）为蔷薇科栒子属的植物，是中国的特有植物。分布于中国大陆的四川等地，生长于海拔1900米至2900米的地区，多生在山坡、沟边及杂木林内，目前尚未由人工引种栽培。

## 别名
亮叶栒子（经济植物手册）